# Two Tricky
Two Tricky is een IJslandse band bestaande uit Kristján Gíslason en Gunnar Ólafsson. Samen vertegenwoordigden ze IJsland op het Eurovisiesongfestival 2001 in de Deense hoofdstad Kopenhagen. Met het nummer Angel werden ze teleurstellend gedeeld laatste, samen met Noorwegen. IJsland kreeg enkel twee punten van Noorwegen en twee van Denemarken. Door deze slechte prestatie mocht IJsland in 2002 niet deelnemen aan het Eurovisiesongfestival. Het was de tweede keer in de geschiedenis dat IJsland verplicht thuis moet blijven van het festival, na 1998.
1986: ICY · 
1987: Halla Margrét · 
1988: Beathoven · 
1989: Daníel Ágúst · 
1990: Stjórnin · 
1991: Stefán & Eyfi · 
1992: Heart 2 Heart · 
1993: Inga · 
1994: Sigga · 
1995: Bo Halldórsson · 
1996: Anna Mjöll · 
1997: Paul Oscar · 
1999: Selma · 
2000: August & Telma · 
2001: Two Tricky · 
2003: Birgitta · 
2004: Jónsi · 
2005: Selma · 
2006: Silvia Night · 
2007: Eiríkur Hauksson · 
2008: Euroband · 
2009: Yohanna · 
2010: Hera Björk · 
2011: Sigurjón's Friends · 
2012: Gréta Salóme & Jónsi · 
2013: Eyþór Ingi Gunnlaugsson · 
2014: Pollapönk · 
2015: María Ólafsdóttir · 
2016: Gréta Salóme · 
2017: Svala · 
2018: Ari Ólafsson · 
2019: Hatari · 
2021: Daði & Gagnamagnið · 
2022: Systur · 
2023: Diljá · 
2024: Hera Björk · 
2025: Væb